# Titanic II (film)
Titanic II is een Amerikaanse film uit 2010 van The Asylum met Shane Van Dyke.

## Verhaal
Precies honderd jaar na de ramp met de Titanic volgt een luxe cruiseschip dat dezelfde naam draagt het pad van zijn naamgever. Als onderweg een tsunami een gigantische ijsberg in zee terecht doet komen moeten bemanning en passagiers alle zeilen bijzetten om niet hetzelfde lot te ondergaan als de eerste Titanic.

## Rolverdeling
| Acteur          | Personage         |
| --------------- | ----------------- |
| Shane Van Dyke  | Hayden Walsh      |
| Marie Westbrook | Amy Maine         |
| Bruce Davison   | James Maine       |
| Brooke Burns    | Dr. Kim Patterson |
| Michelle Glavan | Kelly Wade        |